# ギヴ・ミー・オール・ユア・ラヴィン
「ギヴ・ミー・オール・ユア・ラヴィン」 (Give Me All Your Luvin) は、マドンナの楽曲。12枚目のスタジオ・アルバム『MDNA』から1枚目のシングルとしてリリースされた、インタースコープ・レコード移籍後初のシングル。ニッキー・ミナージュとM.I.A.をフィーチャリングしている。
Billboard Hot 100では38曲目のトップ10を記録、当時自身が持っていた同チャートにおけるトップ10入り最多アーティストの記録を更新した。
日本では『ザ!世界仰天ニュース』のエンディングテーマに起用された。
LMFAOをフィーチャリングした「パーティー・ロック・リミックス」も制作された、このリミックスにはM.I.A.は参加していない。

## トラック・リスト
CDシングル
1. Give Me All Your Luvin' (featuring Nicki Minaj and M.I.A.) - 3:22
2. Give Me All Your Luvin' (Party Rock Remix) (featuring LMFAO and Nicki Minaj) - 4:01